# Tatiana de Metternich-Winneburg
Pour les autres membres de la famille, voir famille Vassiltchikov.
Pour les articles homonymes, voir Metternich (homonymie).
 (janvier 2009).
Si vous disposez d'ouvrages ou d'articles de référence ou si vous connaissez des sites web de qualité traitant du thème abordé ici, merci de compléter l'article en donnant les références utiles à sa vérifiabilité et en les liant à la section « Notes et références ».
Tatiana de Metternich (Pétrograd le 1er janvier 1915 – Schloß Johannisberg le 26 juillet 2006), née Vassiltchikov (en russe : Татьяна Васильчикова), est une princesse russe naturalisée allemande.

## Biographie
La princesse Tatiana Vassiltchikova est née le 1er janvier 1915 (calendrier romain) à Pétrograd. Elle est la seconde fille et troisième enfant d’Hilarion, prince Vassiltchikov (1881-1969), membre de la Douma d’Empire, et de la princesse Lydia Wiazemski (1886-1946), descendants de deux des plus anciennes familles de l'aristocratie russe.
Fuyant avec ses parents la Révolution russe de 1917, la famille s'installe d'abord dans le sud de la Russie, en Crimée, puis, en avril 1919, émigre en Europe. S'ensuit une vie d'errance entre la France, l'Allemagne (à Baden-Baden), à nouveau la France (à Saint-Germain-en-Laye), puis la Lituanie, à partir de 1932, où elle possède encore, dans cet ancien territoire russe, d'importantes propriétés dans la région de Kaunas et sur les bords du Niemen.
Lors du déclenchement de la Seconde Guerre mondiale, la princesse Tatiana se trouve à Berlin, où elle est employée au Ministère des Affaires étrangères du Reich.
Le 6 septembre 1941, dans le quartier du Grunewald, à Berlin, elle se marie avec Paul, prince de Metternich-Winneburg (1917-1992), arrière-petit-fils de Klemens Wenzel von Metternich, propriétaire des châteaux de Königswart et de Plass, en Tchécoslovaquie, et du château de Johannisberg en Allemagne.
En avril 1945, fuyant l'avancée des troupes soviétiques en Europe centrale, elle se réfugie, après avoir abandonné ses propriétés de Tchécoslovaquie, au château de Johannisberg, sur les hauteurs du Rhin, totalement détruit par le bombardement américain de la ville voisine de Mayence.
La reconstruction, achevée en 1964, puis le développement du domaine viticole de Johannisberg, l'un des plus réputés au monde dans sa catégorie, occupera le prince et la princesse de Metternich jusqu'à leur mort en 1992 et 2006.
La princesse de Metternich était connue en Europe pour ses activités au sein de la Croix Rouge Internationale, mais aussi à travers son action tendant au rapprochement entre son pays d'origine, la Russie, et son pays d'adoption, l'Allemagne.
Elle est l'auteur de plusieurs ouvrages ayant connu une large diffusion, dont : 
- La Dame aux cinq passeports, publié en 1987 aux éditions Olivier Orban. Ce titre fait référence aux cinq passeports détenus par la princesse tout au long de sa vie d'exilée (Impérial russe, français, Nansen – pour les apatrides –, lituanien et allemand).

Elle était la sœur de la princesse Marie Vassiltchikov (1917-1978), elle-même connue pour son Journal d’une jeune fille russe à Berlin (1940-1945), retraçant la vie à Berlin pendant la Seconde Guerre mondiale et racontant avec beaucoup de précisions la préparation de l’attentat du 20 juillet 1944 contre Hitler, auquel un grand nombre d'amis communs à sa sœur et à elle-même ont concouru. Elle était aussi cousine de la femme de lettres française Anne Wiazemsky.